# Copa Eva Duarte
Copa Eva Duarte a fost o competiție fotbalistică din Spania, organizată de RFEF și diputată între campioana din La Liga și câștigătoarea Copa del Rey. Competiția este considerată predecesoarea actualei Supercopa de España.

## Predecesoare ale Copa Eva Duarte
|                             | An      | Câștigător      | Finalist        | Rezultat         |
| --------------------------- | ------- | --------------- | --------------- | ---------------- |
| Copa de Campeones de España | 1940    | Atlético Madrid | RCD Español     | 10-4 (3–3 / 7-1) |
| Copa de Oro Argentina       | 1945    | Barcelona       | Athletic Bilbao | 5-4              |
| Copa Presidente FEF         | 1941-47 | Atlético Madrid | Valencia CF     | 4-0              |

## Edițiile Copa Eva Duarte
|                 | An   | Câștigătoare    | Finalistă       | Rezultat        |
| --------------- | ---- | --------------- | --------------- | --------------- |
| Copa Eva Duarte | 1947 | Real Madrid     | Valencia        | 3–1             |
| Copa Eva Duarte | 1948 | Barcelona       | Sevilla         | 1–0             |
| Copa Eva Duarte | 1949 | Valencia        | Barcelona       | 7-4             |
| Copa Eva Duarte | 1950 | Athletic Bilbao | Atlético Madrid | 7–5 (5–5 / 2–0) |
| Copa Eva Duarte | 1951 | Atlético Madrid | Barcelona       | 2–0             |
| Copa Eva Duarte | 1952 | Barcelona*      | -               | -               |
| Copa Eva Duarte | 1953 | Barcelona*      | -               | -               |

* În 1952 and 1953 cupa a fost oferită FC Barcelona, întrucât ea câștigase dubla: La Liga și Copa del Generalísimo.

## Trofee după echipă
| Echipa          | Câștigătoare | Finalistă | Anii câștigători       | Anii pierdanți |
| --------------- | ------------ | --------- | ---------------------- | -------------- |
| Barcelona       | 4            | 2         | 1945, 1948, 1952, 1953 | 1949, 1951     |
| Atlético Madrid | 3            | 1         | 1940, 1947, 1951       | 1950           |
| Valencia        | 1            | 1         | 1949                   | 1947           |
| Athletic Bilbao | 1            | 1         | 1950                   | 1945           |
| Real Madrid     | 1            | -         | 1947                   | -              |
| Sevilla         | -            | 1         | -                      | 1948           |
| RCD Espanyol    | -            | 1         | -                      | 1940           |